# MG Motor
MG Motor (chiń. upr. 名爵) – brytyjsko-chiński producent samochodów osobowych i użytkowych, z siedzibą w Londynie, działający od 2006 roku. Należy do chińskiego koncernu SAIC Motor.

## Historia

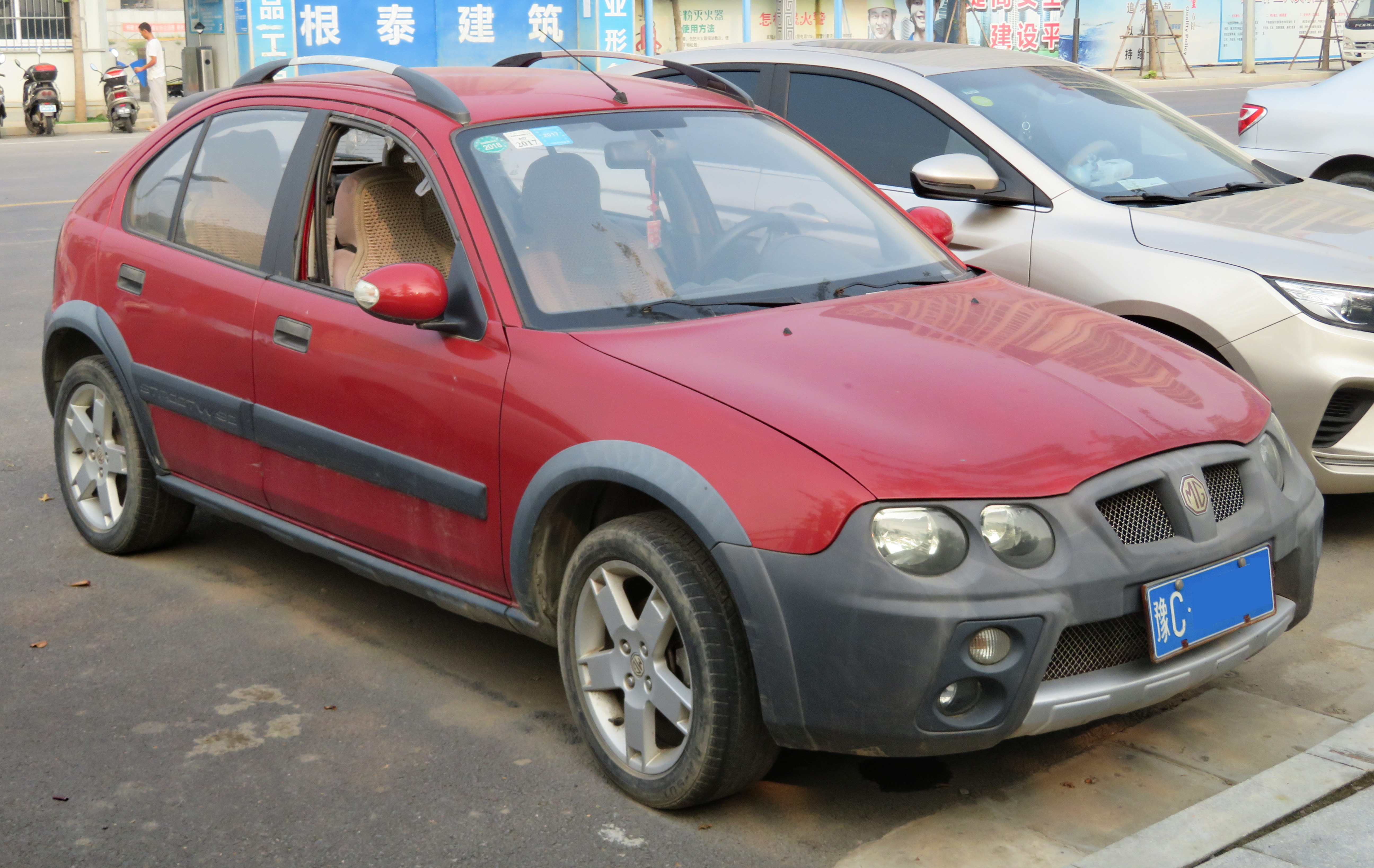
Nanjing MG 3 SW

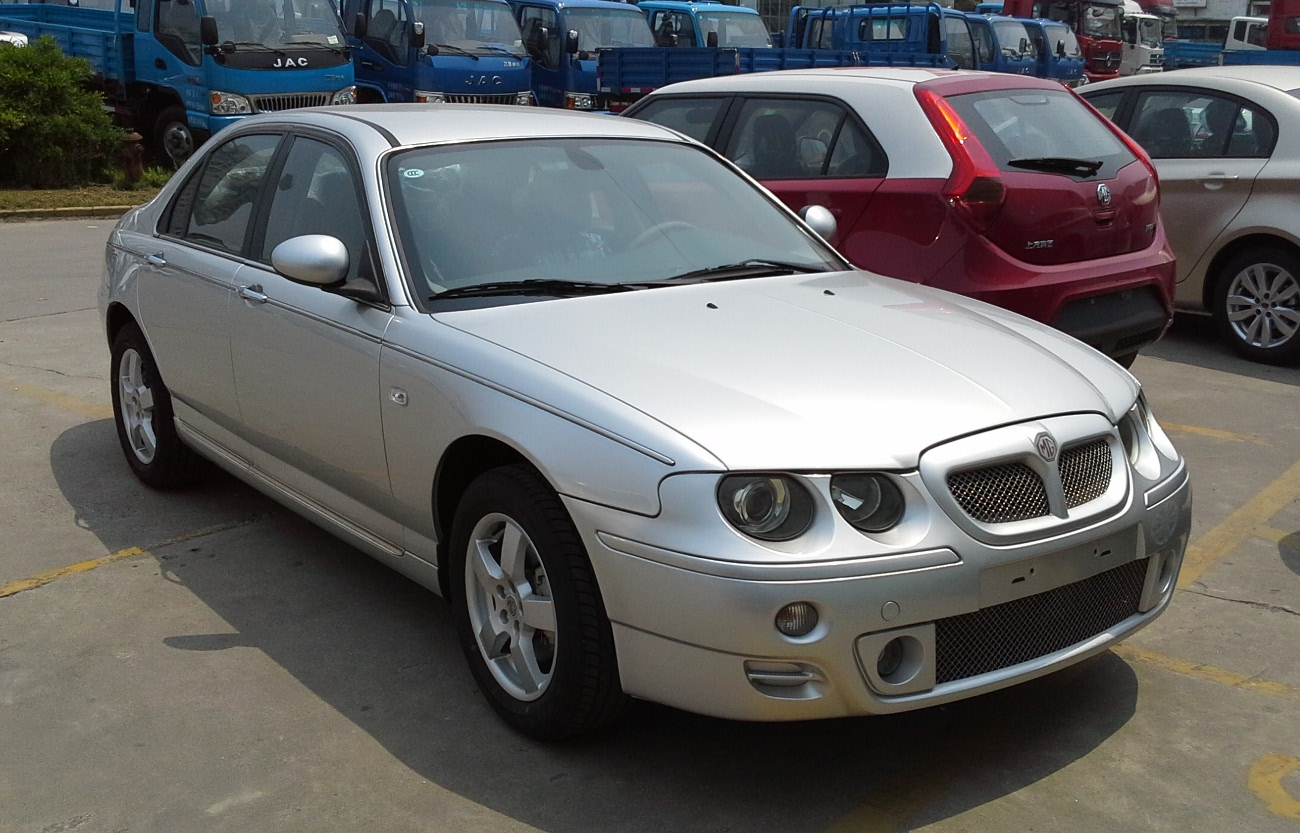
Nanjing MG 7

Po tym, jak zarządzająca markami MG oraz Rover brytyjska spółka MG Rover Group ogłosiła bankructwo w kwietniu 2005 roku, jej zakupem zainteresowały się chińskie koncerny Nanjing Automobile oraz SAIC Motor. Ostatecznie, pierwsza z nich przejęła masę upadłościową, z kolei SAIC nabyło prawa do produkcji modeli Rover 25 i 75. W 2006 roku Nanjing Automobile zdecydowało się na kontynuację stosowania historycznej brytyjskiej marki MG, którą przyjęły odtąd produkty wytwarzane przez chińskiego właściciela. Pierwszymi dwoma samochodami MG Motor zostały przedstawione w 2007 roku dawne brytyjskie konstrukcje – model MG 3 SW będący nieznacznie zmodyfikowanym Roverem Streetwise oraz MG TF identyczne z roadsterem o tej samej nazwie wytwarzanym w Wielkiej Brytanii w latach 2002-2005. Obie konstrukcje wytwarzano do 2011 roku.
W międzyczasie, w 2007 roku Nanjing Automobile dokonało fuzji z SAIC Motor, w efekcie czego MG Motor weszło w skład portfolio drugiego z koncernów razem z marką Roewe kontynuującą spuściznę po dawnym brytyjskim Roverze. Obie firmy rozpoczęły od tego czasu głęboką współpracę, w efekcie czego w 2009 roku zadebiutował pierwszy model marki MG opracowany po przejęciu przez chińskiego właściciela – kompaktowe MG 6 będące bliźniaczą konstrukcją wobec bardziej luksusowego Roewe 550.
Druga dekada XXI wieku przypadła na intensywną rozbudowę oferty modelowej chińskiego MG. W 2011 roku przedstawiono kolejny samodzielnie opracowany model w postaci miejskiego MG 3, z kolei rok później ofertę poszerzył kompaktowy hatchback MG 5. Dwa lata później na jego podstawie skonstruowano także trójbryłowy model MG GT, który zadebiutował w lipcu 2014 roku. W 2015 roku gamę poszerzył pierwszy SUV w historii MG - kompaktowy GS.
Dwa lata później MG wdrożyło nową estetykę charakteryzującą się trapezoidalnymi wlotami powietrza z heksagonalnym układem poprzeczek, poczynając od miejskiego crossovera ZS w 2017 roku oraz większego SUV-a HS w 2018 roku. W połowie 2020 roku MG ponownie odświeżyło swój wizerunek, wdrażając bardziej awangardowy język stylistyczny przy okazji premiery zmodernizowanego modelu MG 6, a także drugiej generacji lokalnego MG 5 i zmodernizowanego HS, którego w Chinach przemianowano na MG Pilot.

### Rodowód MG Motor
O ile utworzona w miejsce dawnego brytyjskiego Rovera marka Roewe jest całkowicie chińskim projektem koncernu SAIC, o tyle MG Motor w istotnym stopniu zachowało wpływ brytyjskich konstruktorów. Pojazdy obecnego MG są współkonstruowane przez zespół projektantów w brytyjskim Longbridge, co koordynuje zespół chińskiego SAIC. Pomimo zamknięcia fabryki samochodów w Longbridge w 2016 roku, ośrodek badawczo-rozwojowy pozostaje ważnym obiektem w operacjach MG.

## MG w Chinach

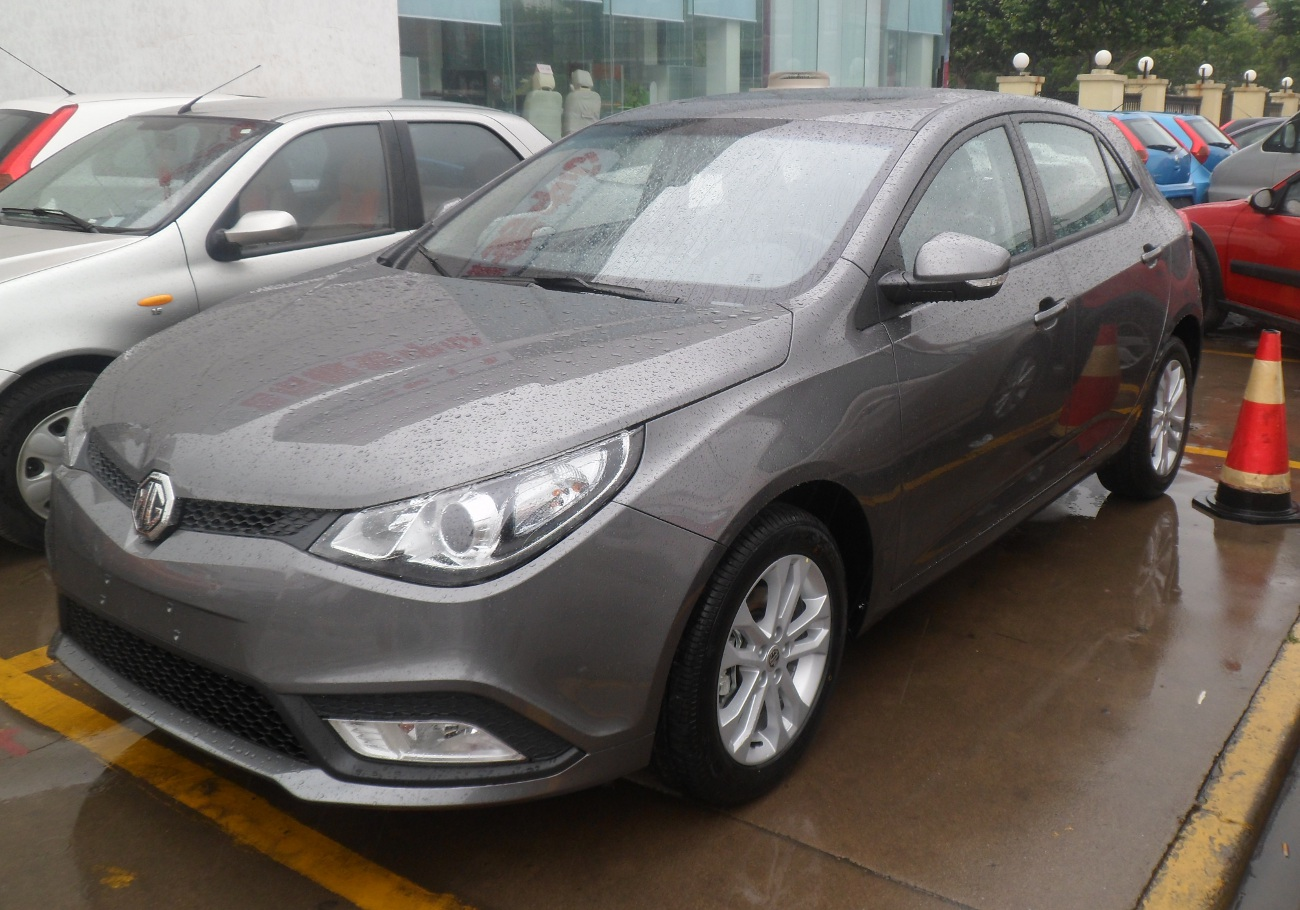
MG 5

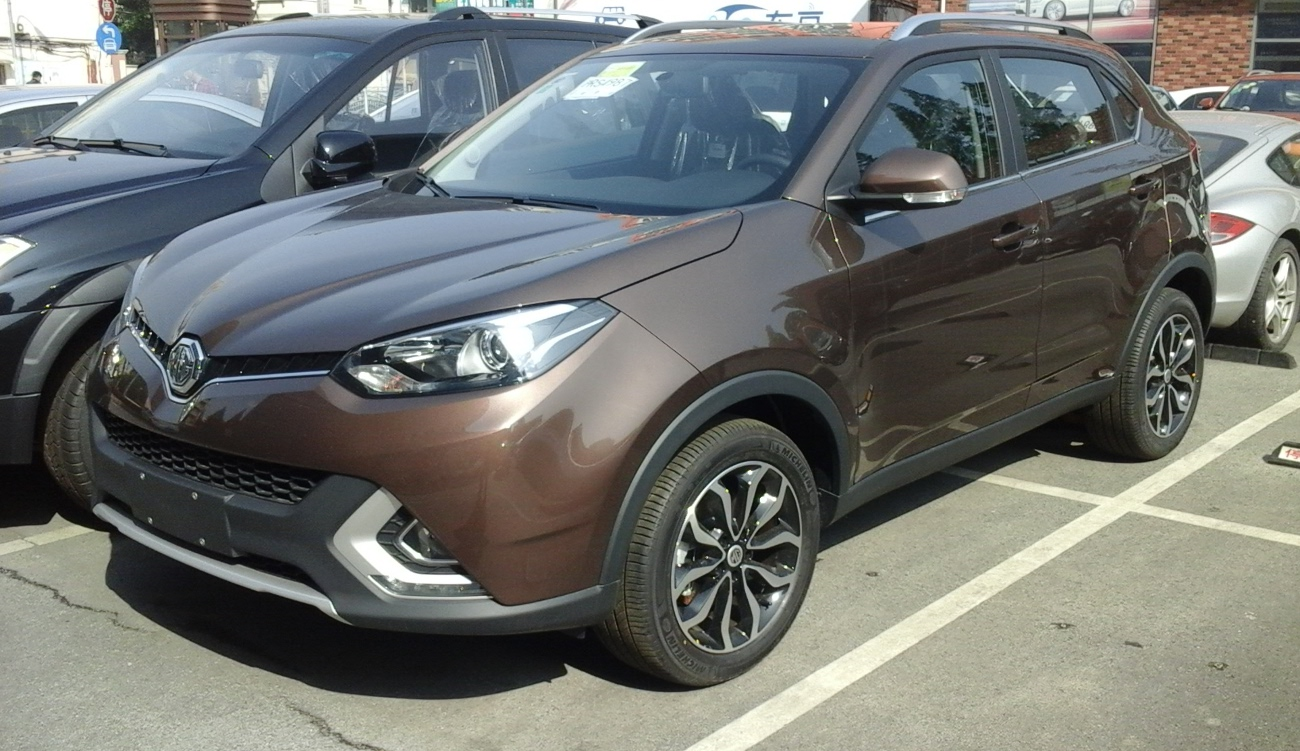
MG GS

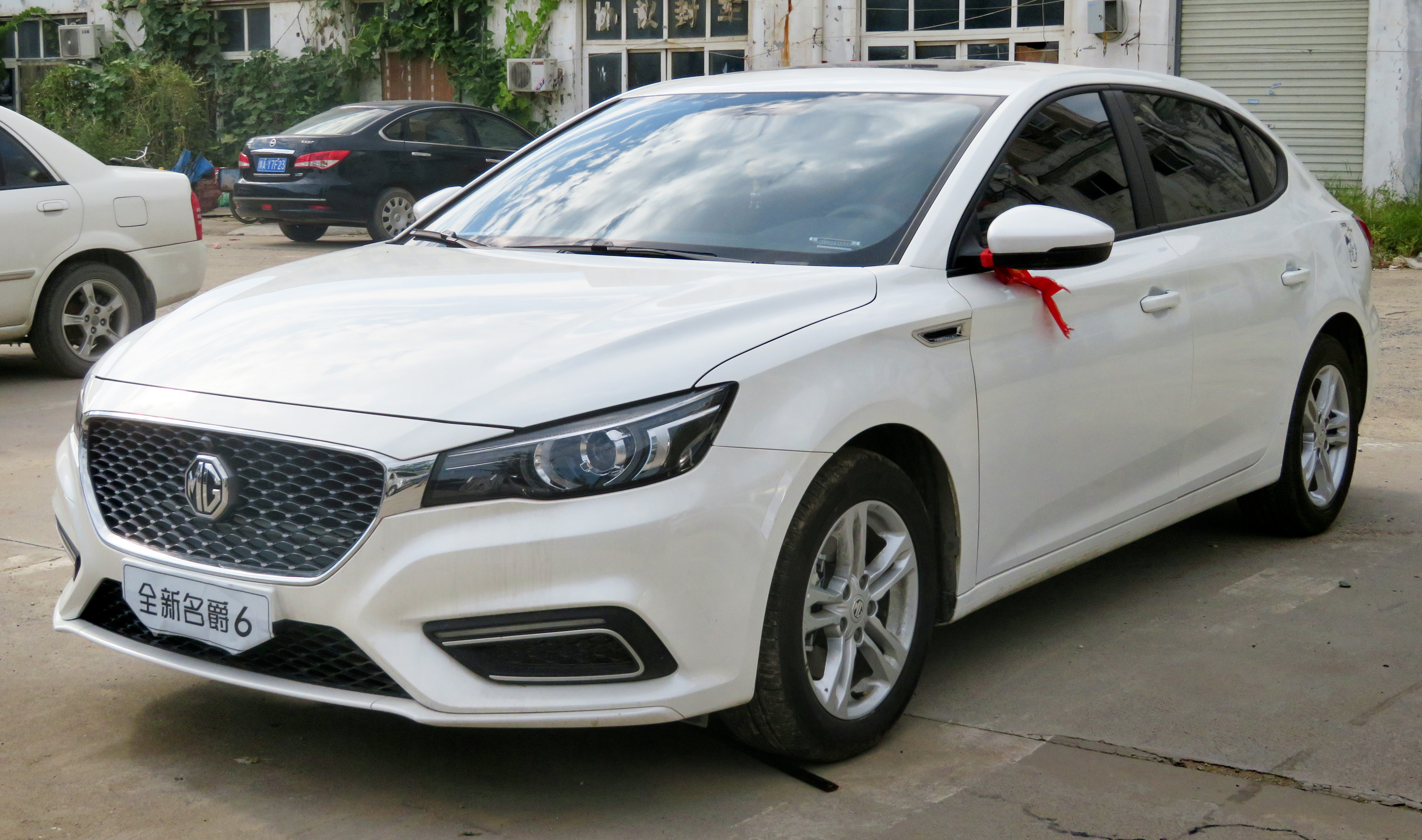
MG 6

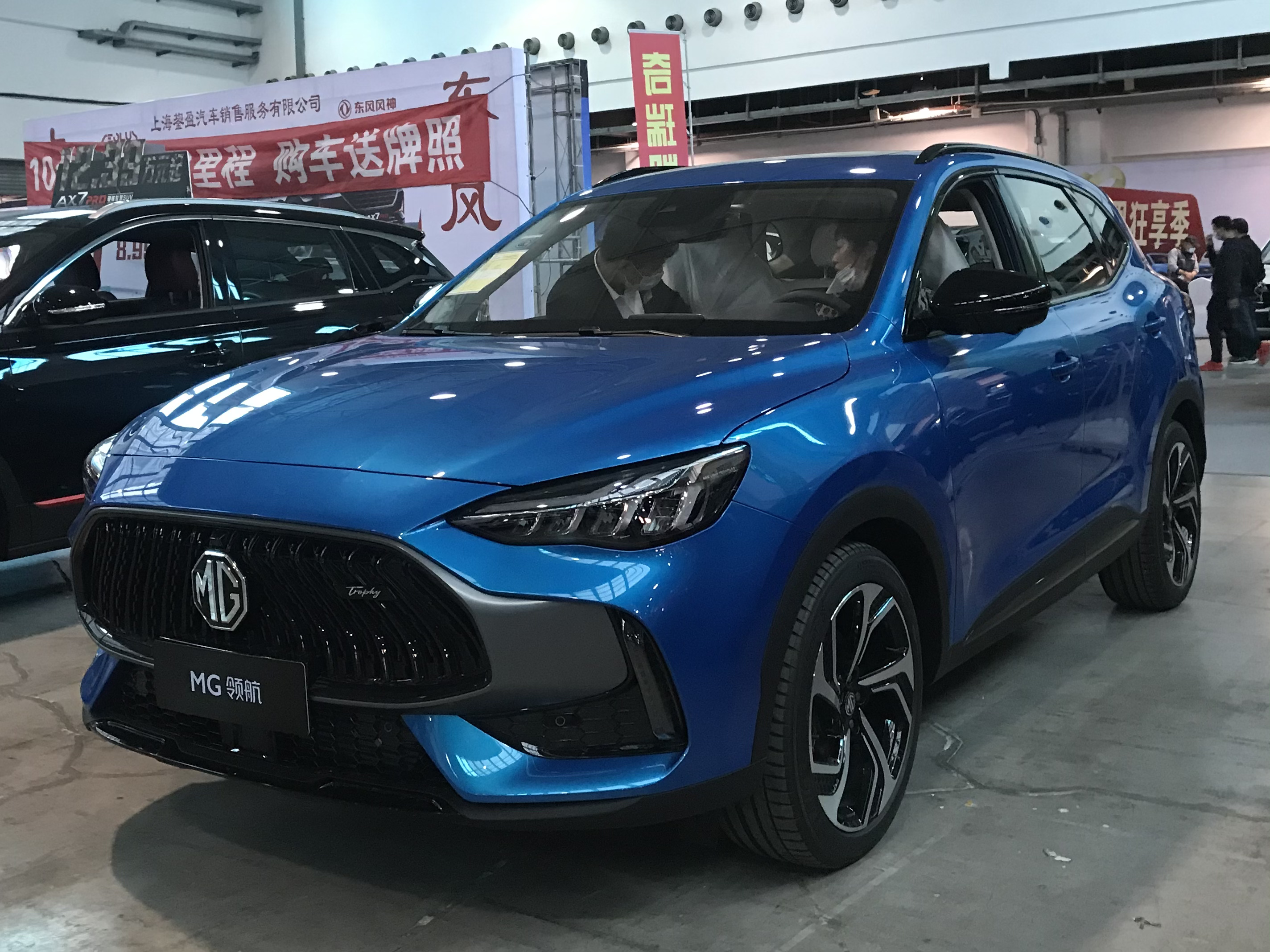
MG Pilot

Oferta modelowa MG pozostaje najbardziej rozbudowana na wewnętrznym rynku chińskim, gdzie poza crossoverami i SUV-ami producent koncentruje się także na samochodach osobowych. Wyłącznie tutaj oferowane były dwie pierwsze konstrukcje po nabyciu MG Rover Group w postaci crossovera 3 SW i roadstera TF. W drugiej dekadzie XXI wieku MG wdrożyło do sprzedaży modele o limitowanej dostępności poza granicami Chin, jak kompaktowe MG 5. Po tym, jak w latach 2012-2018 oferowana była pierwsza generacja, w 2020 roku powrócono do oferowania tego modelu z myślą o rynku lokalnym.

### Obecnie produkowane

#### Samochody osobowe
- 5
- 6
- 6 Pro
- 7

#### Crossovery i SUV-y
- One

#### Samochody elektryczne
- 4
- ES5
- Cyberster

### Historyczne
- 5 (2006–2007)
- 3 (2006–2008)
- 3 ZR (2006–2008)
- TF (2007–2011)
- 3 SW (2008–2011)
- 7 (2007–2013)
- 7L (2008–2013)
- 5 (2012–2019)
- GT (2014–2019)
- GS (2015–2019)
- 3 (2011–2020)
- HS (2018–2020)
- ZS (2017–2022)
- EZS (2019–2022)
- Pilot (2020–2022)
- Mulan (2022–2023)

## MG w Europie

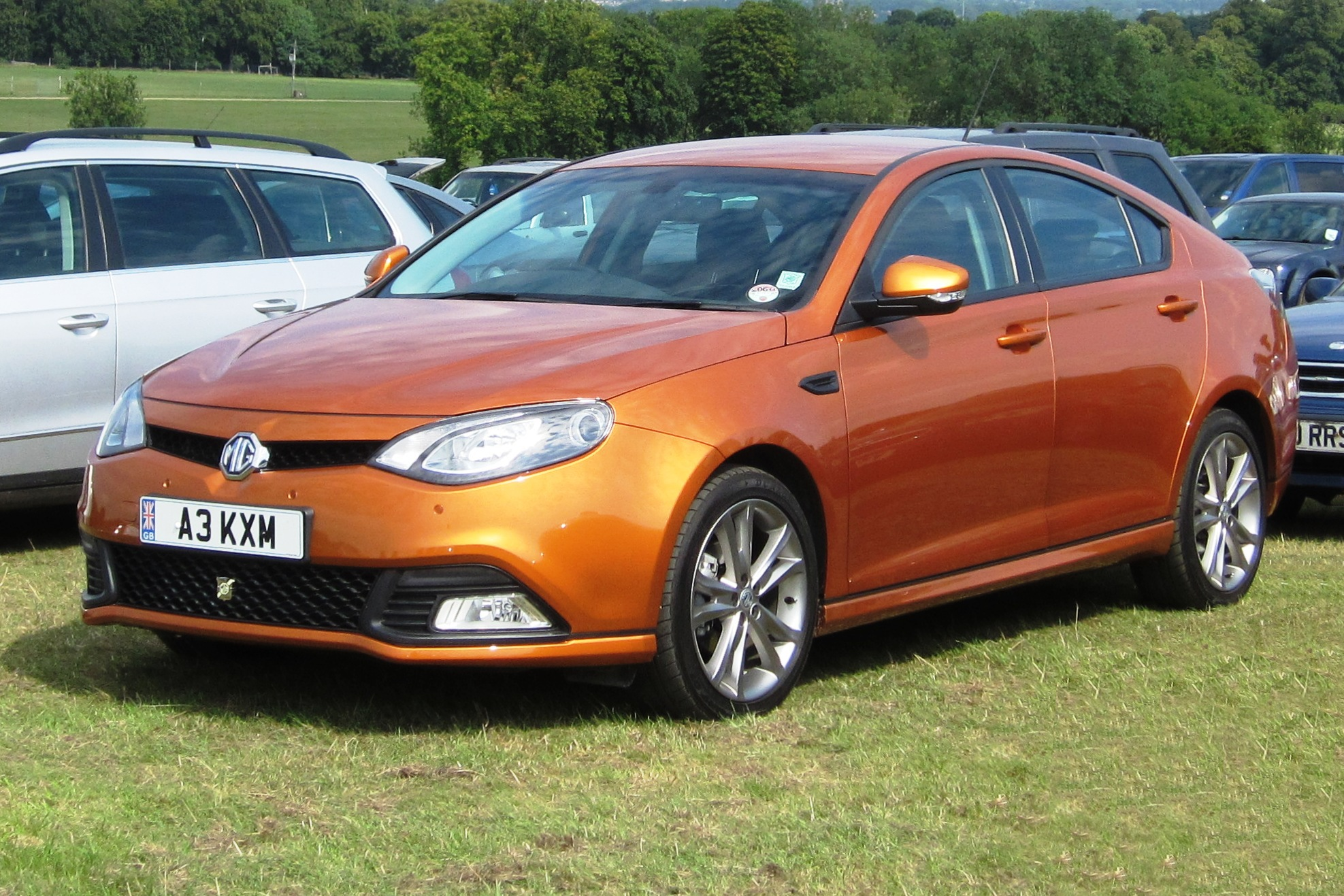
MG 6

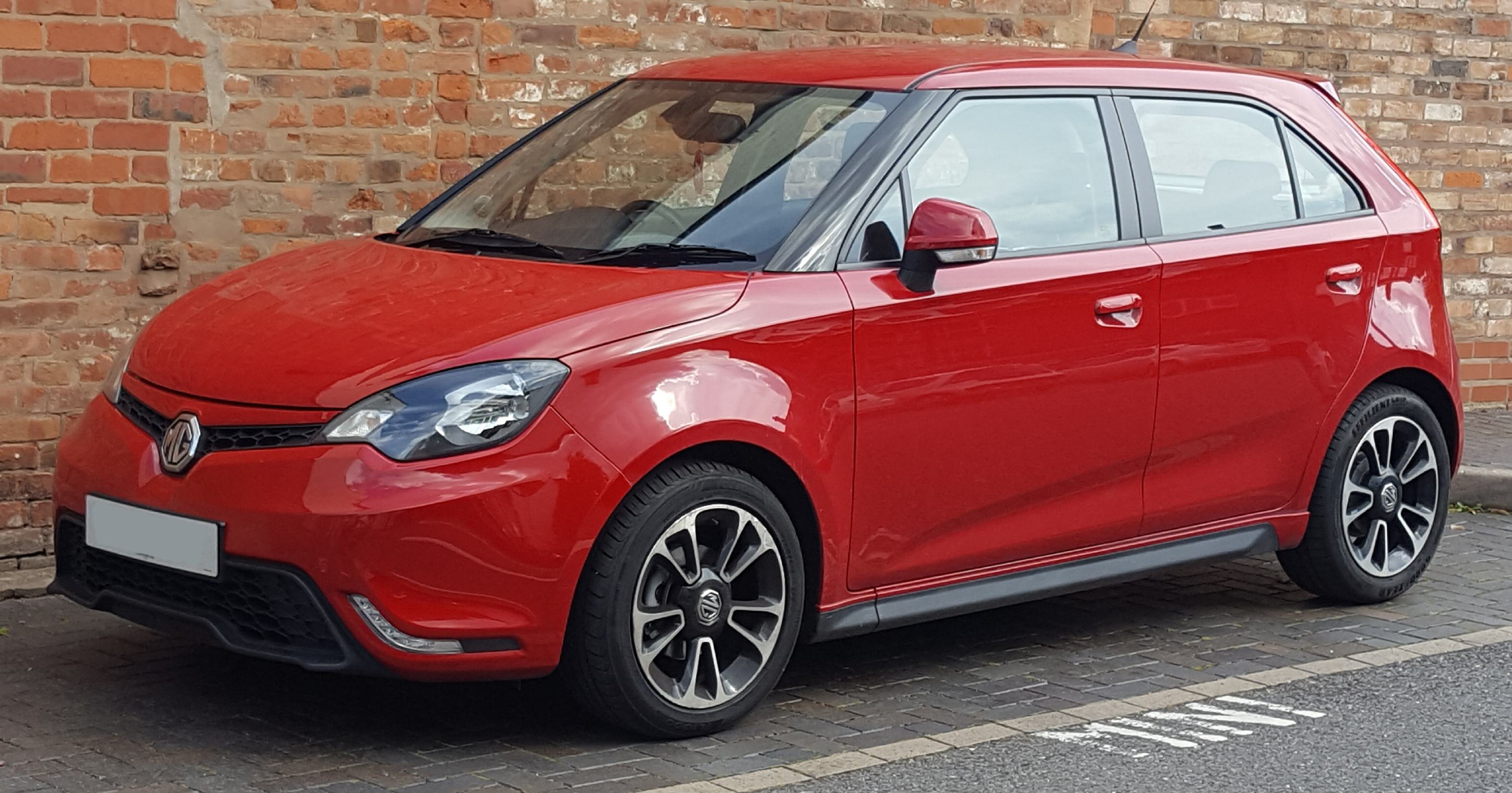
MG 3

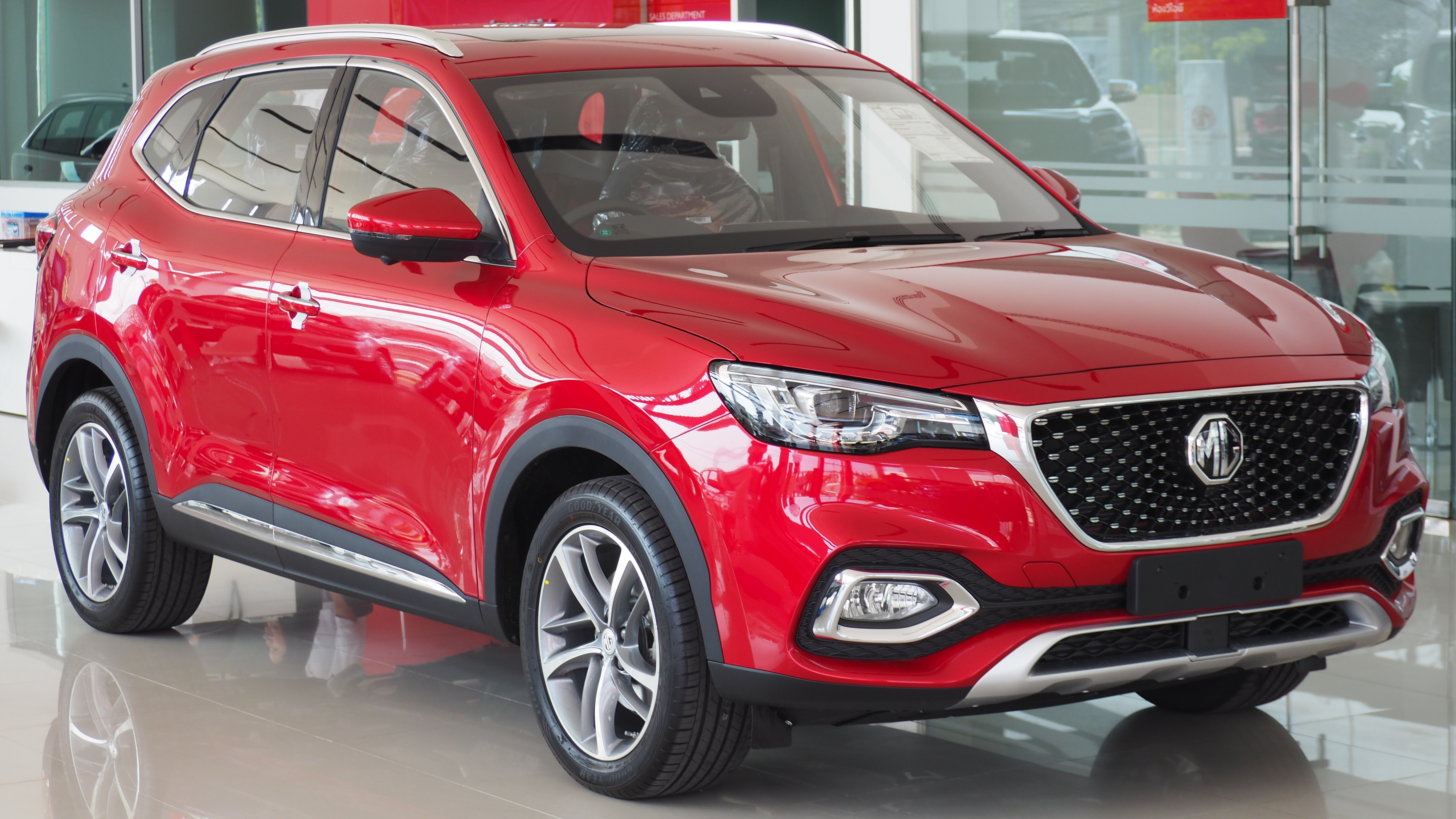
MG HS

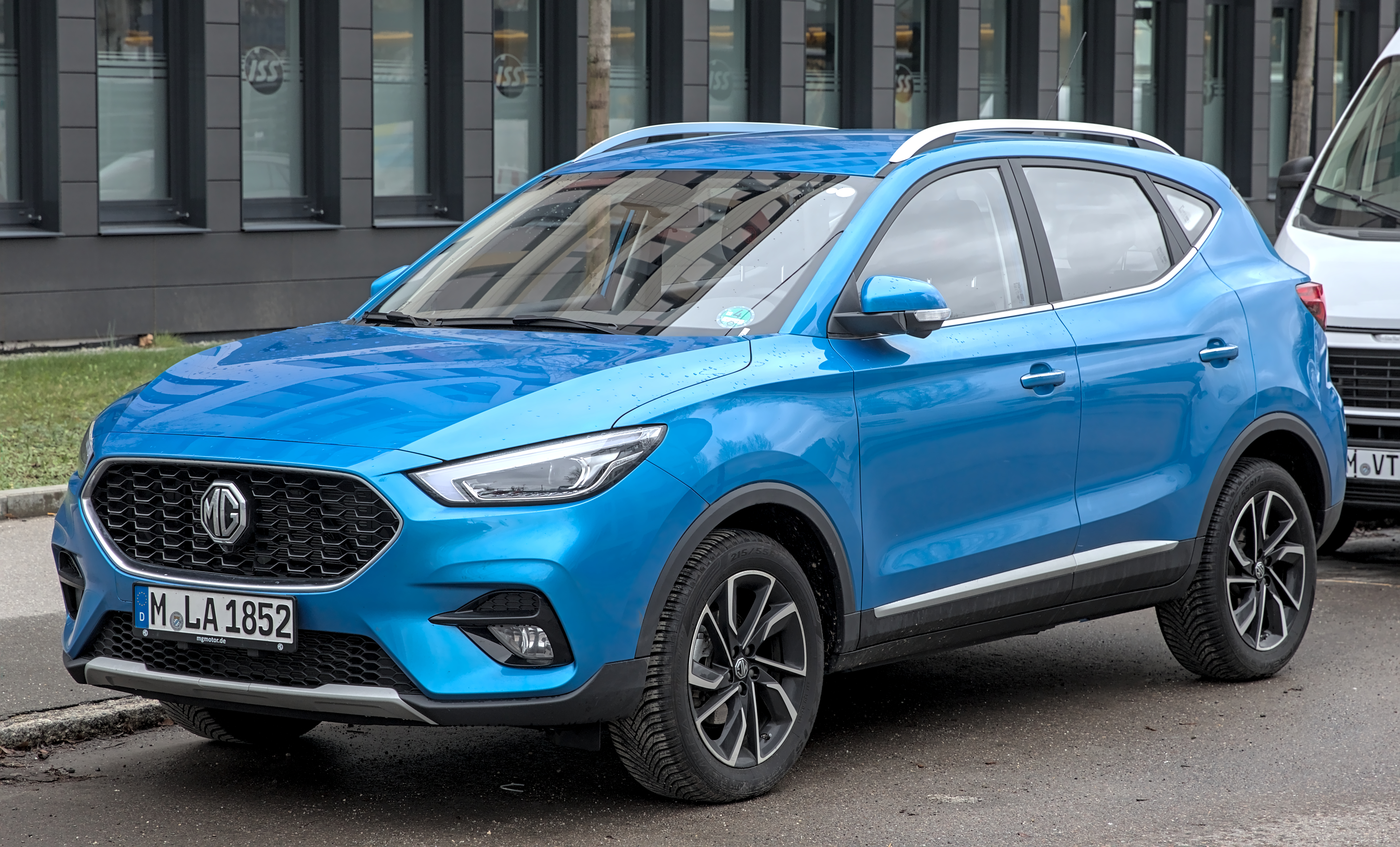
MG ZS

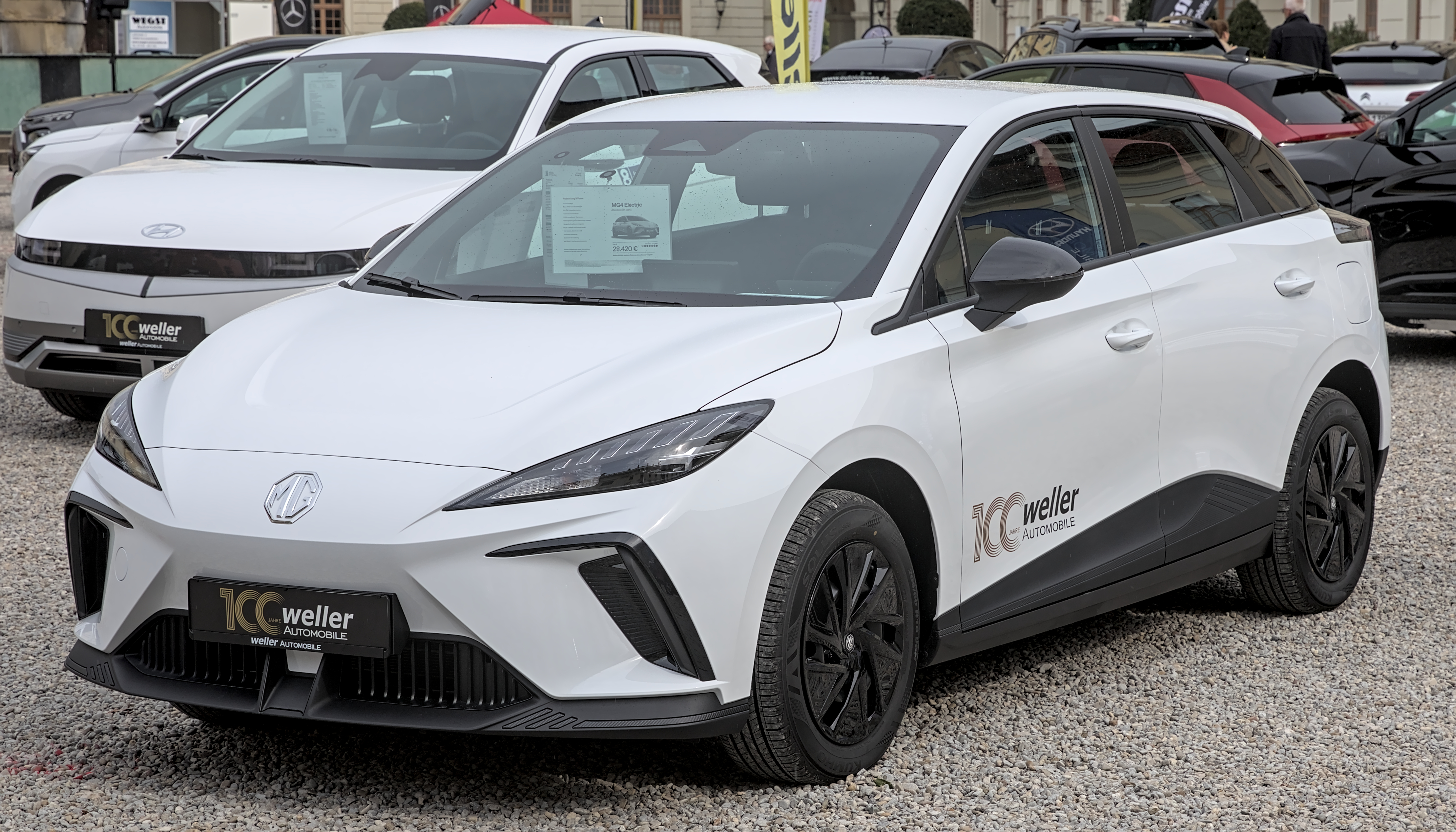
MG 4

Drugim po Chile rynkiem globalnym, gdzie nowe chińskie MG zdecydowało rozpocząć zagraniczną działalność, był kraj, z którego wywodziło się dawne MG Cars - Wielka Brytania. W 2011 roku odbyła się oficjalna premiera rynkowa za pomocą modelu MG 6, którego produkcja została uruchomiona w dawnych zakładach Rovera w angielskim Longbridge. Pięć lat później SAIC Motor ogłosiło, że produkcja w Wielkiej Brytanii zostanie zakończona z powodu niskiej rentowności, a sprzedaż modeli MG będzie kontynuowana w tym kraju już za pomocą eksportu z Chin. W 2017 roku MG ogłosiło dalszą ekspansję na pozostałych rynkach Europy, koncentrując się na zachodnich krajach Unii Europejskiej. W 2019 roku rozpoczęto sprzedaż w Holandii, Norwegii, Francji, Wysp Owczych, Islandii, Austrii, Belgii i Danii, w 2020 roku zapowiadając z kolei poszerzenie zasięgu rynkowego także o Niemcy.
Kluczowymi modelami, na jakich oparto budowę operacji w krajach Europy Zachodniej, były mały crossover ZS, dostępny także w pełni elektrycznym wariancie ZS EV, oraz sztandarowy SUV HS, dostępny także w odmianie hybrydowej typu plug-in. Sukces elektrycznego ZS EV Europie (ponad 3000 zamówień w pierwszych miesiącach sprzedaży) był kluczowym argumentem za dalszą ekspansją na tym kontynencie. W 2020 roku europejską gamę poszerzono o kolejny elektryczny model w postaci kompaktowego kombi 5 EV, z kolei w marcu 2021 roku gamę napędzanych prądem modeli MG w Europie poszerzył duży SUV Marvel R. W kolejnych 2 latach firma stopniowo poszerzyła swój zasięg rynkowy nie tylko o rynki Europy Zachodniej, ale i Środkowo-Wschodniej, kończąc na rozpoczęciu oficjalnej działalności w Polsce w listopadzie 2023.
Po rozpoczęciu działalności w Polsce w listopadzie 2023 roku marka MG odnotowała w 2024 roku 7104 pierwsze rejestracje nowych samochodów. Najczęściej rejestrowanym modelem był MG HS, który odpowiadał za ponad 4500 pojazdów, stanowiąc znaczącą część wszystkich samochodów z Chin zarejestrowanych w Polsce. Liczba rejestracji tego modelu wzrosła z 39 w 2023 roku do 4586 w 2024 roku. Z kolei MG ZS z napędem hybrydowym osiągnął wynik 1789 rejestracji, w porównaniu do 32 egzemplarzy rok wcześniej.

### Obecnie produkowane

#### Samochody osobowe
- 3

#### Crossovery i SUV-y
- ZS
- HS

#### Samochody elektryczne
- 4
- 5
- ZS EV
- Marvel R

### Historyczne
- Dynamo EV (2014)
- 6 (2011–2016)
- GS (2015–2019)
- 9 (2024)
- S9 (2024)

## MG w Chile

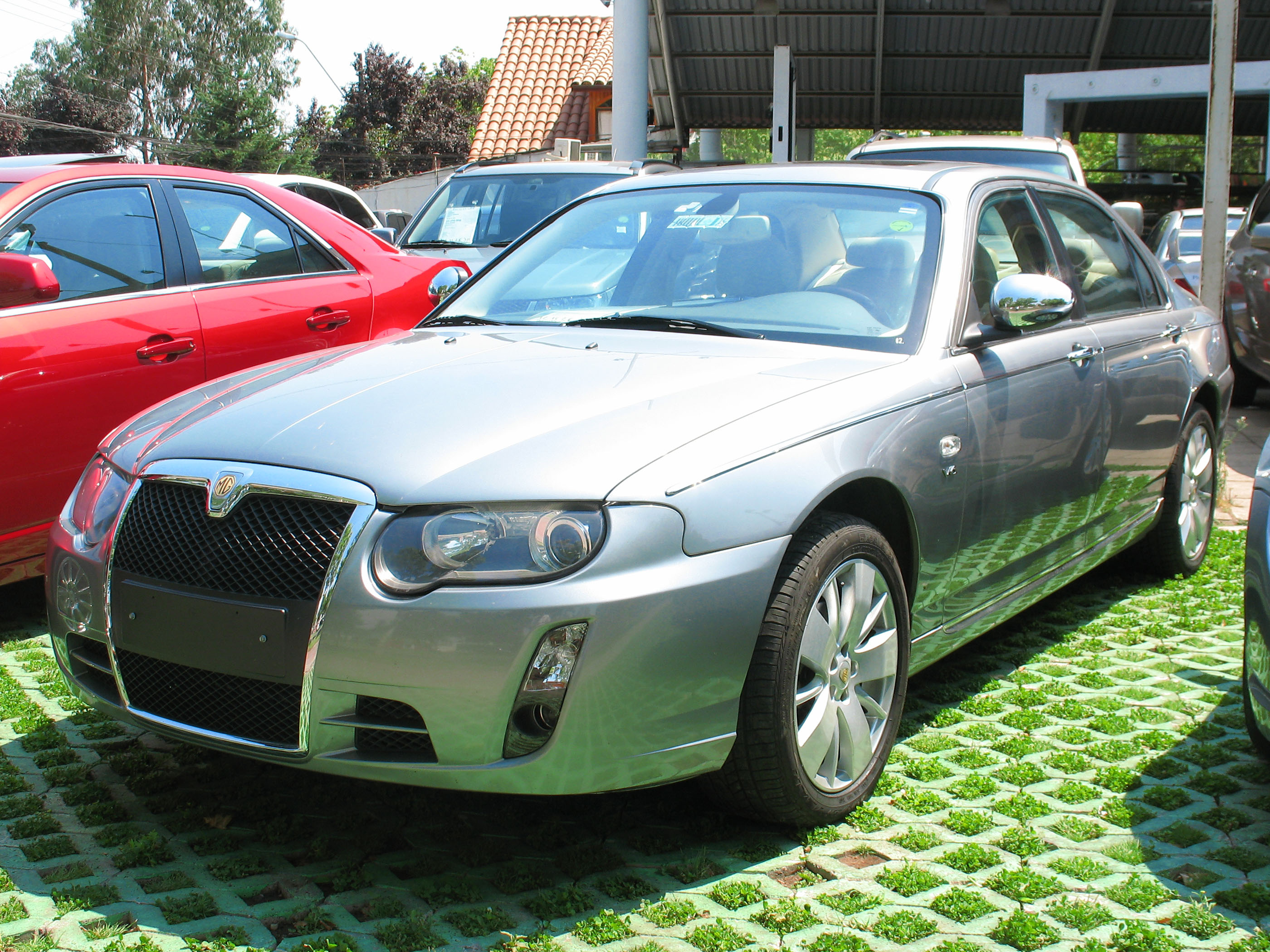
MG 750

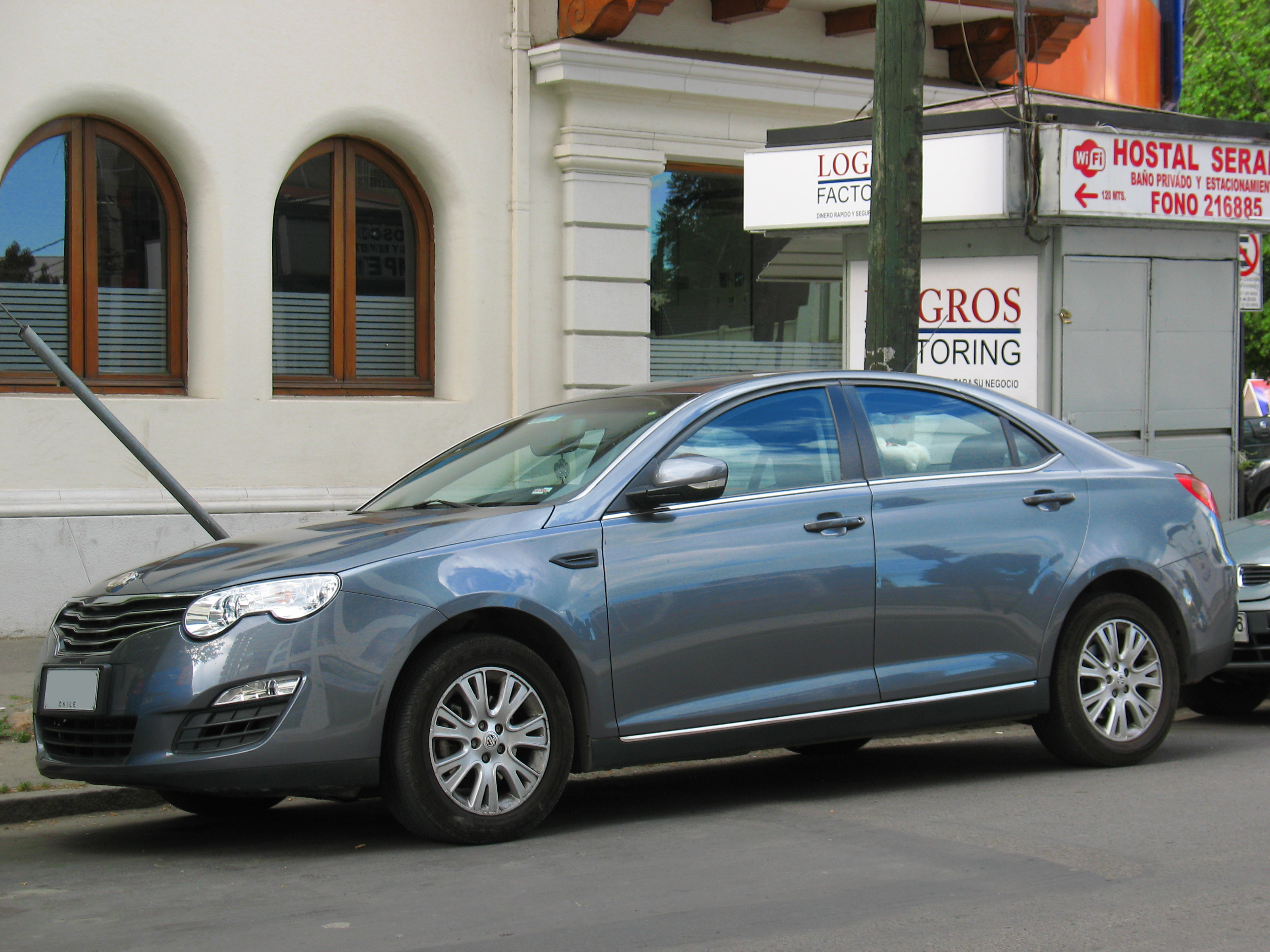
MG 550

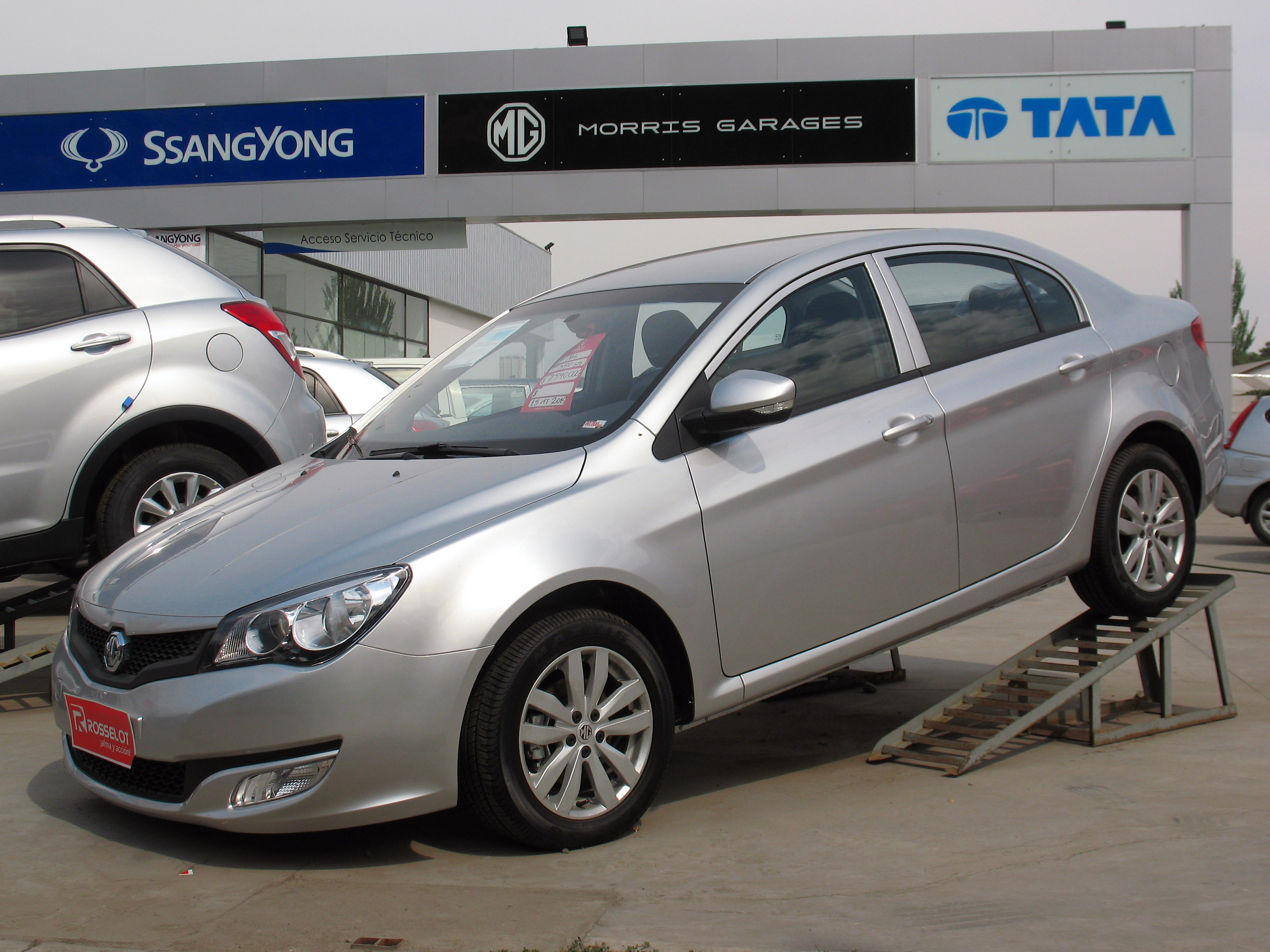
MG 350

Pierwszym globalnym rynkiem, gdzie MG rozpoczęło eksport pojazdów oferowanych pod swoją marką, zostało Chile w Ameryce Południowej. Chiński producent wkroczył do tego kraju w 2008 roku, zasilając lokalną ofertę przemianowanymi modelami orygianlnie oferowanymi w Chinach pod marką Roewe. Po zakończeniu się cyklu obecności na rynku modeli 350, 550 i 750, chiński producent stopniowo upodabniał gamę w Chile do modeli znanych z innych państw. Pojawił się tutaj m.in. hatchback MG 3 czy SUV MG HS. Równocześnie, gamę w 2018 roku poszerzył model oryginalnie skonstruowany przez Roewe - SUV RX5.

### Obecnie produkowane

#### Samochody osobowe
- 3
- 5
- 6
- GT

#### Crossovery i SUV-y
- ZS
- ZX
- RX5
- HS
- One

#### Samochody elektryczne
- ZS EV
- Marvel R

### Historyczne
- 550 (2008–2016)
- 350 (2010–2014)
- 750 (2008–2016)
- GT (2014–2019)
- 360 (2017–2020)

## MG w Tajlandii

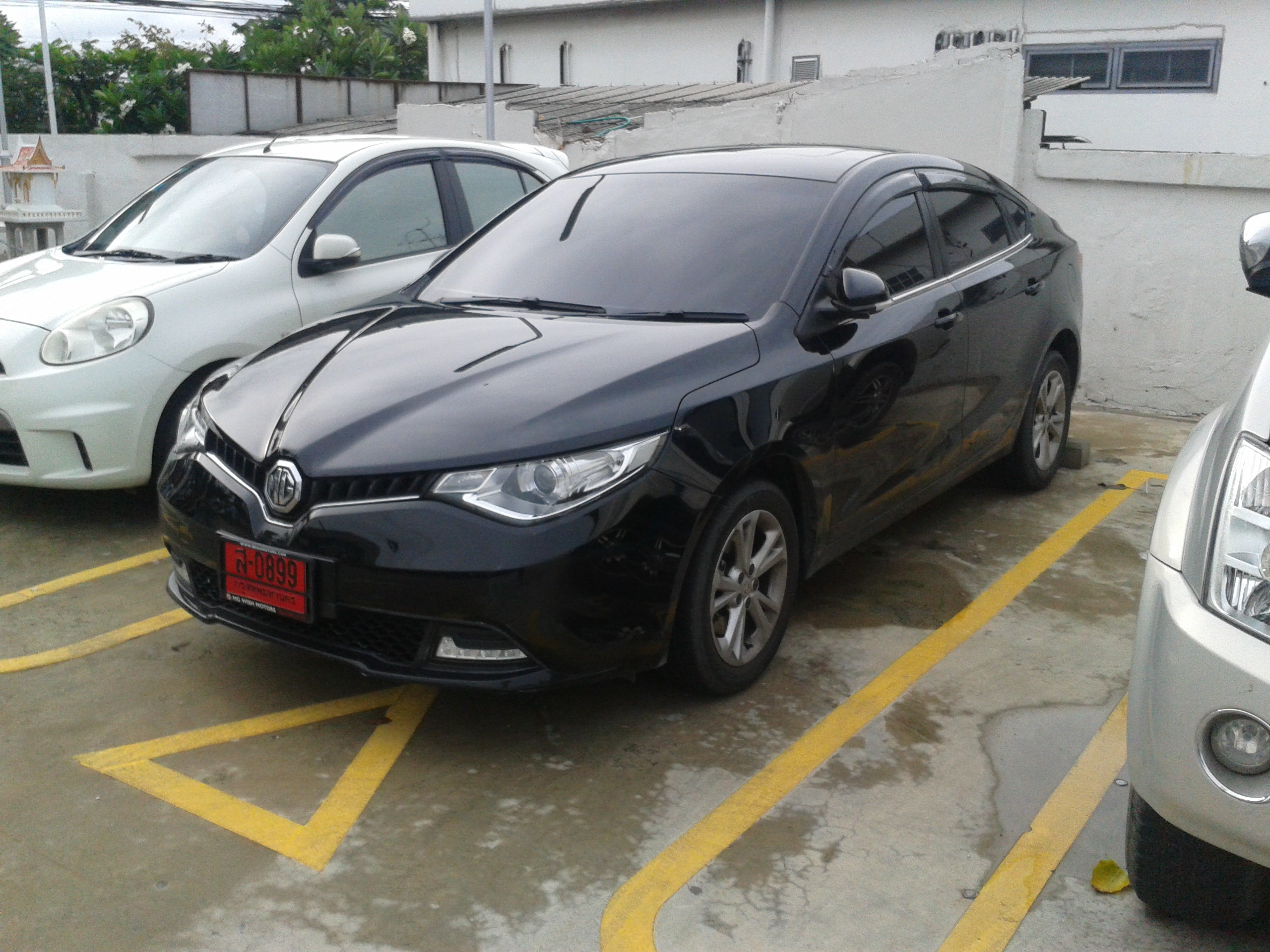
MG GT

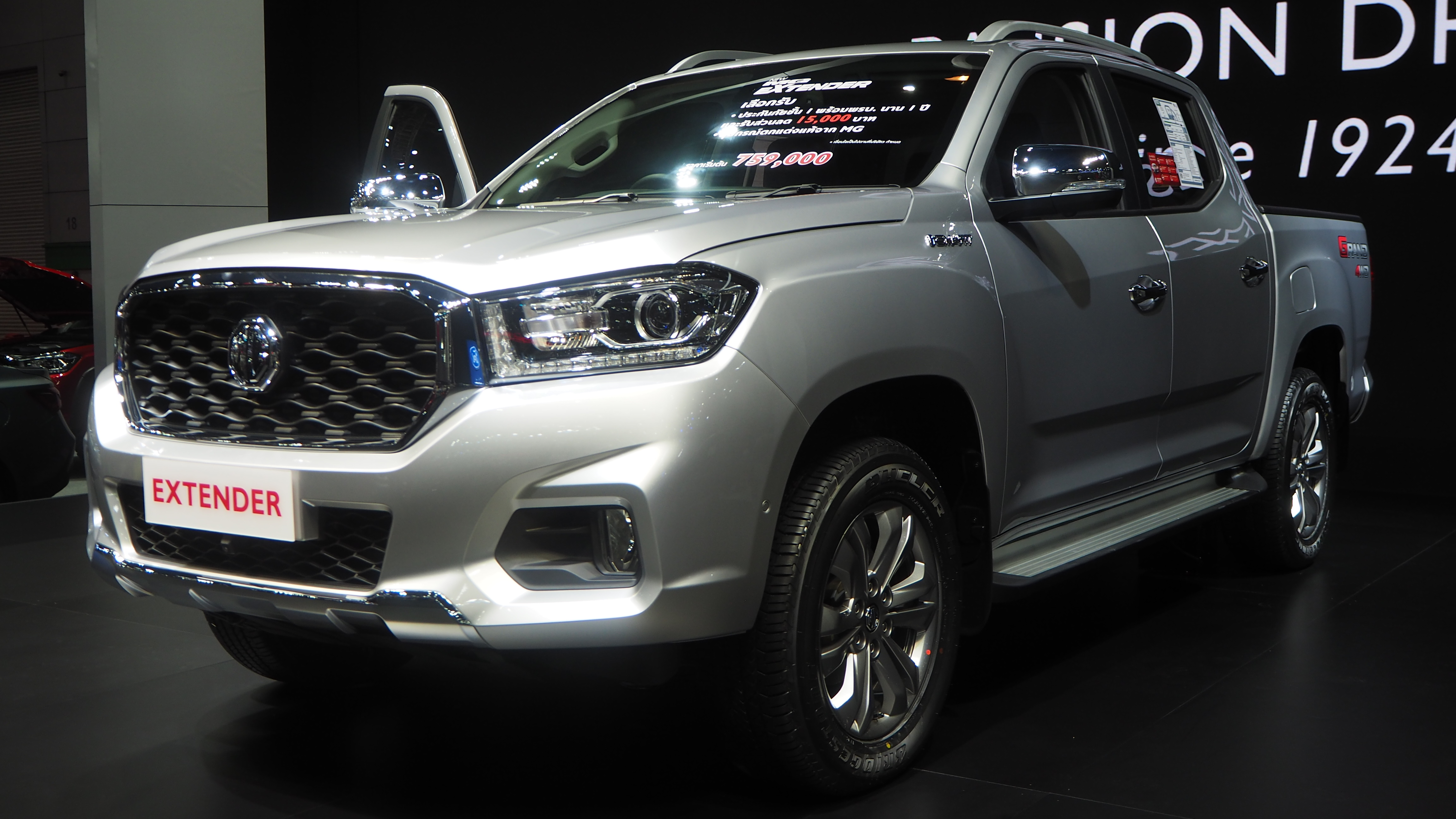
MG Extender

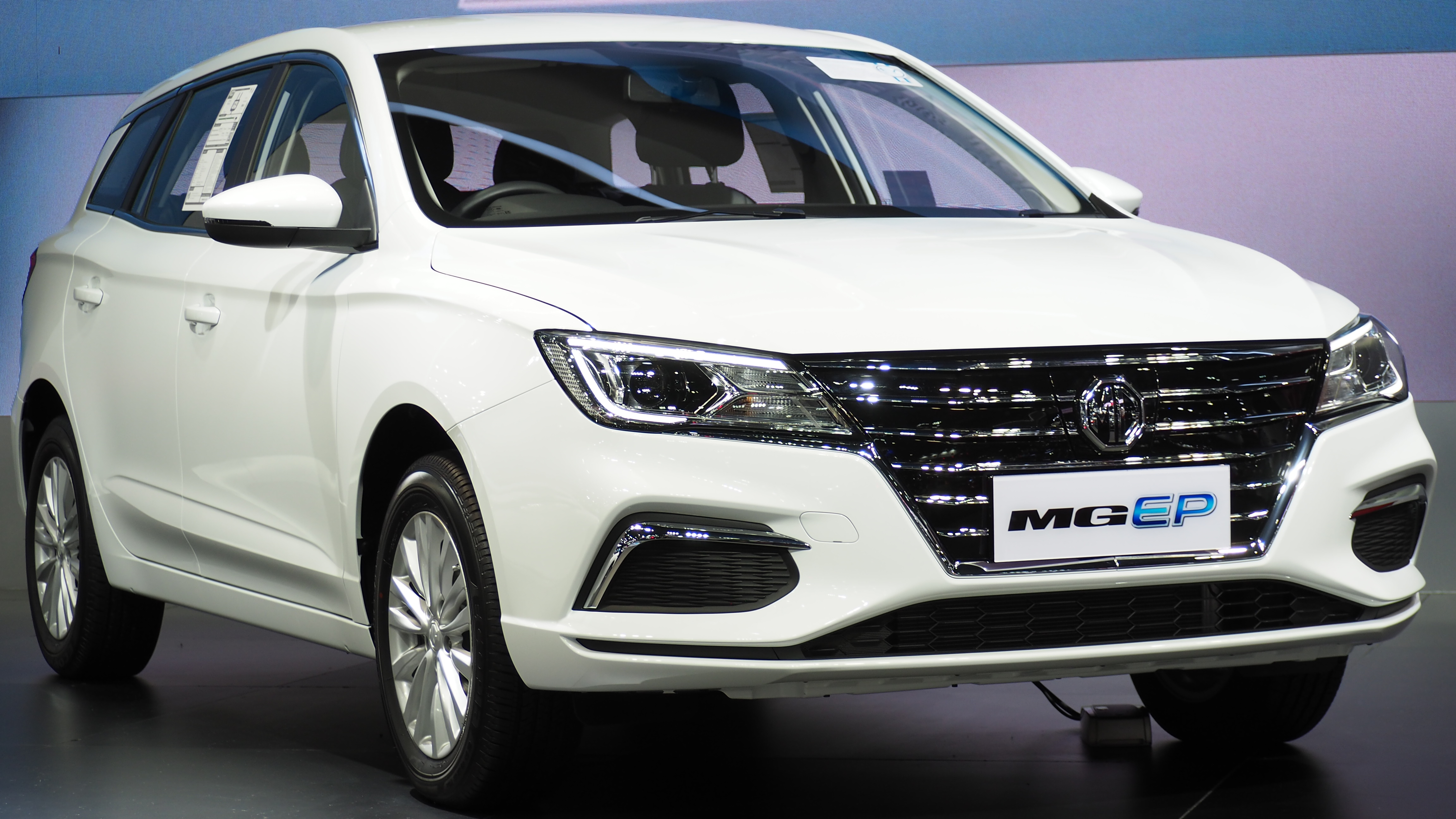
MG EP

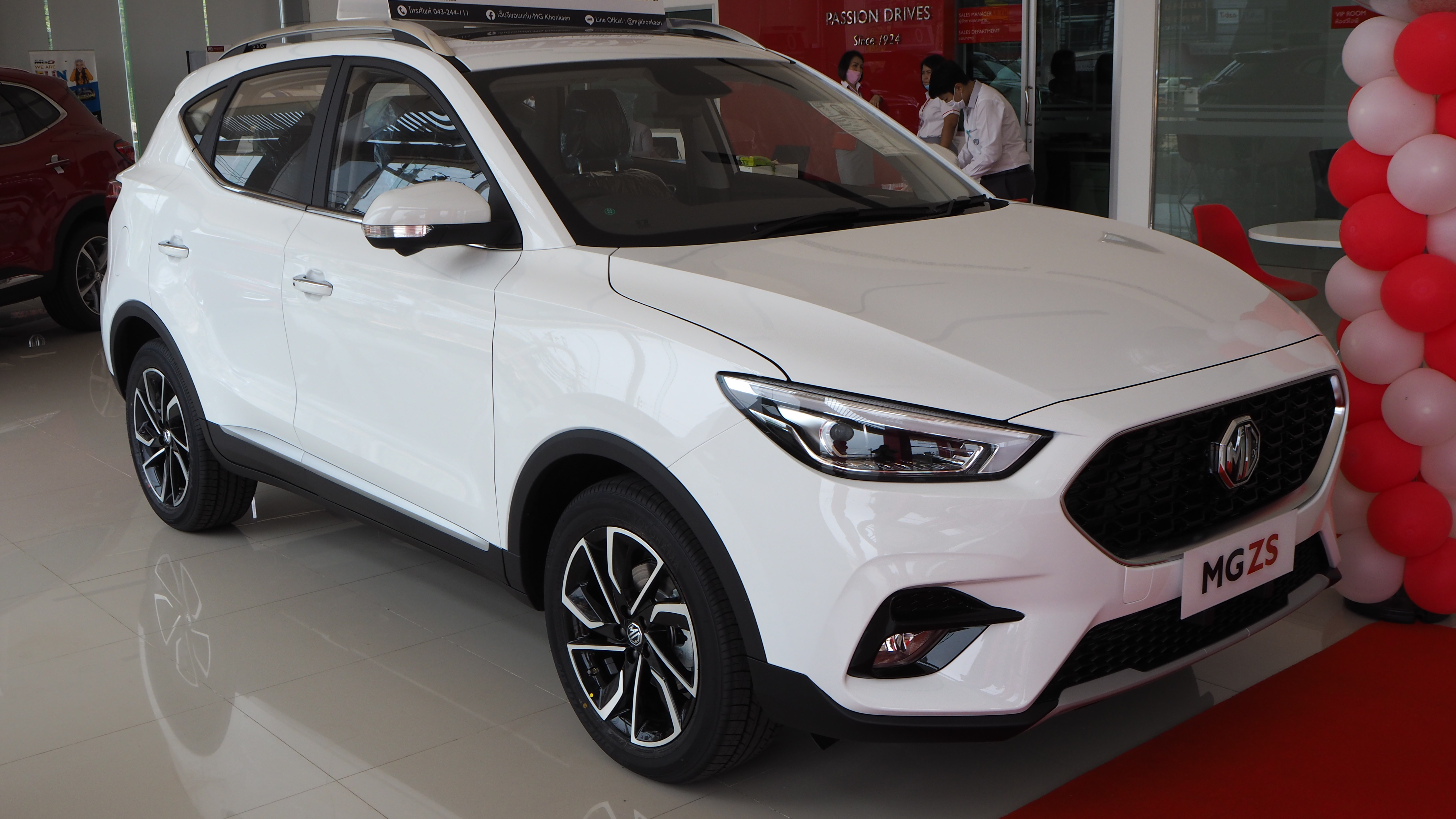
MG ZS

W 2015 roku MG wkroczyło do kolejnego globalnego regionu, rozpoczynając zarówno sprzedaż, jak i lokalną produkcję w Tajlandii. Pierwszym modelem, od którego rozpoczęto budowę operacji na największym rynku Indochin, był kompaktowy model MG 6. W 2019 roku rozpoczęto z kolei politykę intensywnej regionalizacji oferty, prezentując modele zapożyczone z portfolio innej marki koncernu SAIC, specjalizującego się w użytkowych pojazdach Maxusa.
Oprócz dostawczego MG V80, ofertę poszerzył także pierwszy pickup w historii firmy pod nazwą MG Extender. W 2020 roku do tajlandzkiej oferty MG dodany został także model zapożyczony z gamy Roewe. Wzorem rynku europejskiego, było napędzane prądem kombi Ei5, które w Tajlandii zyskało jednak inną nazwę - MG EP.

### Obecnie produkowane

#### Samochody osobowe
- 5

#### Crossovery i SUV-y
- ZS
- VS
- HS

#### Samochody elektryczne
- 4
- EP
- ZS EV
- Maxus 7
- Maxus 9

#### Pickupy
- Extender

### Historyczne
- 6 (2009–2016)
- GT (2015–2019)
- GS (2015–2019)
- V80 (2013–2021)

## MG w Indiach

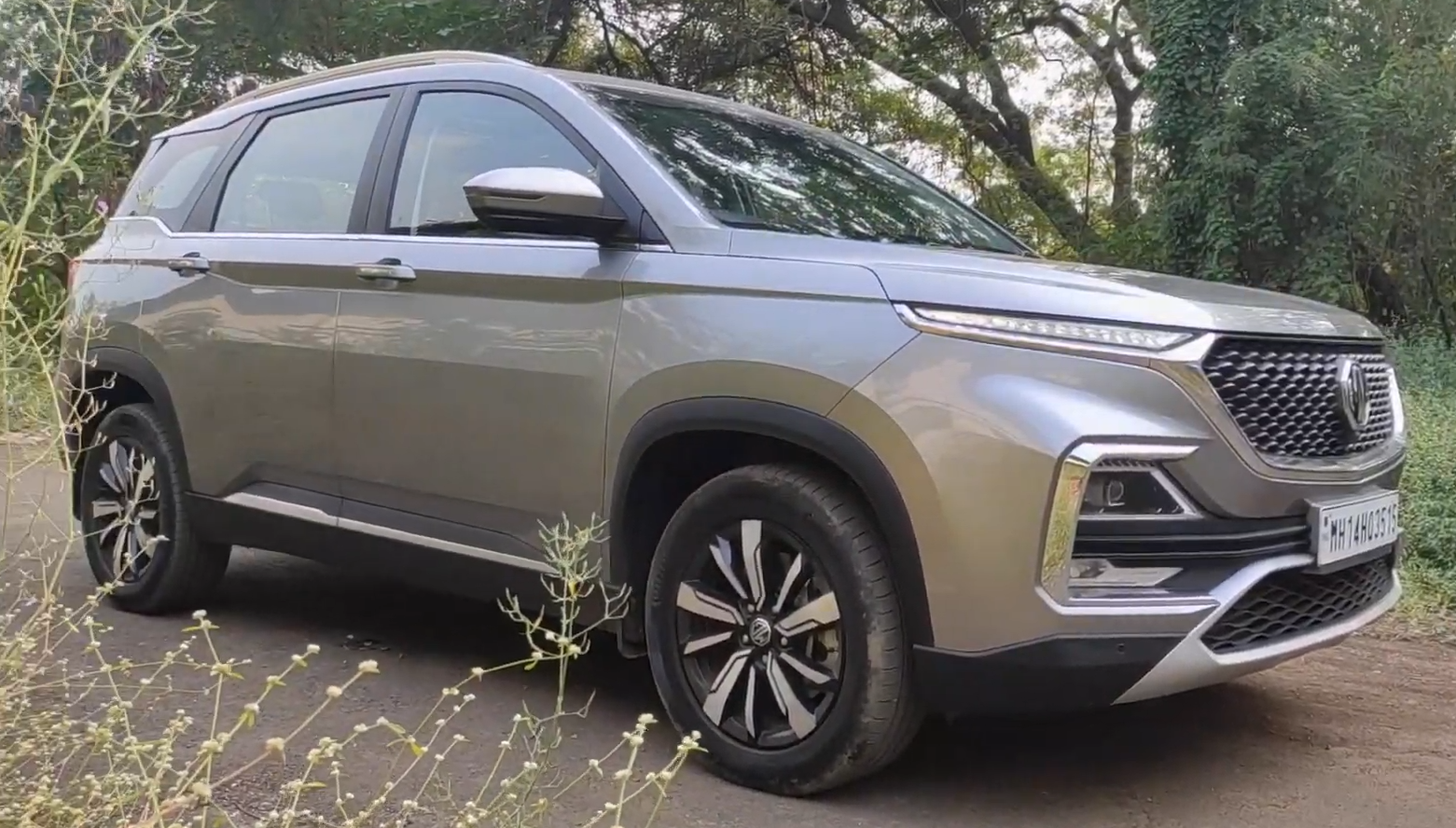
MG Hector

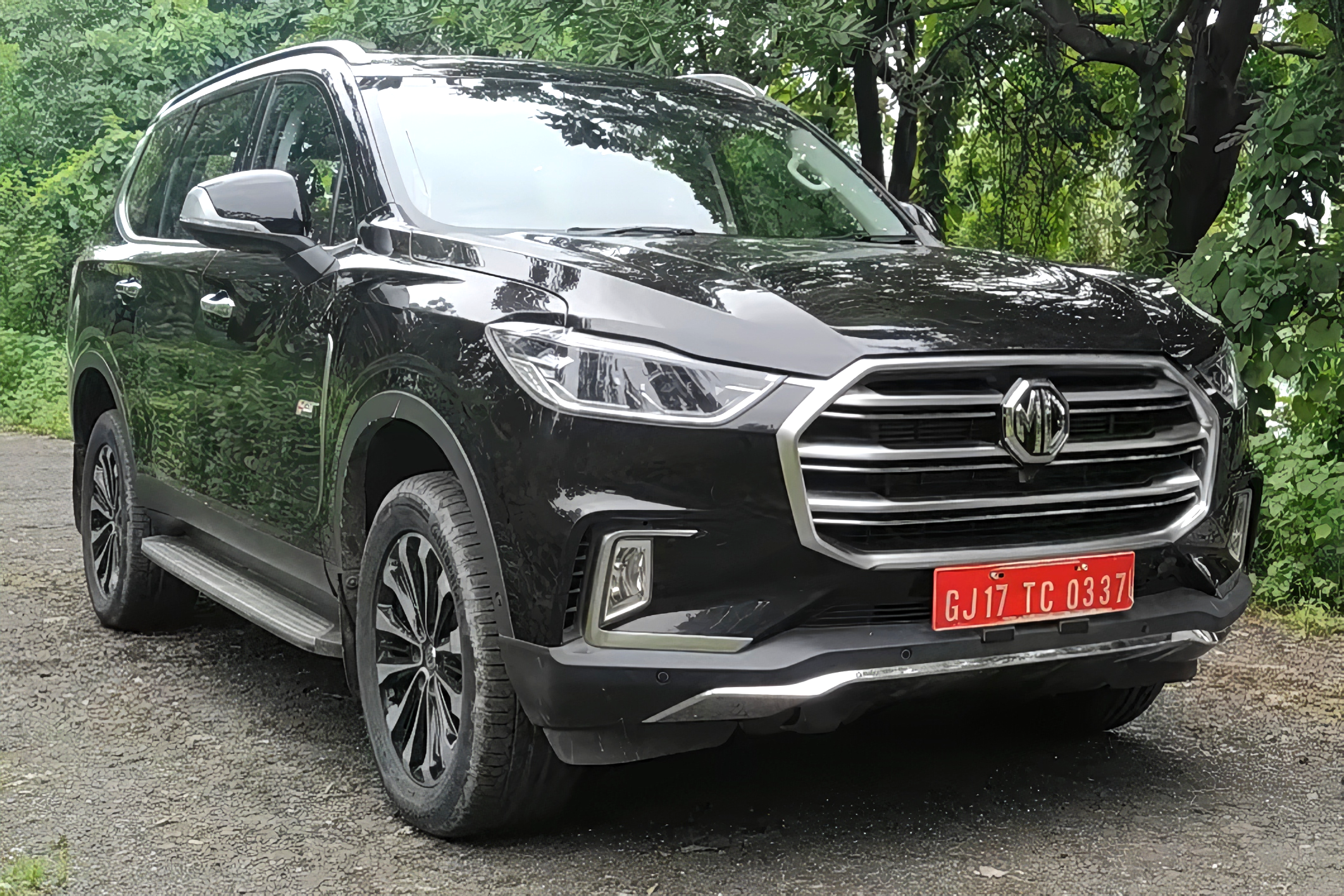
MG Gloster

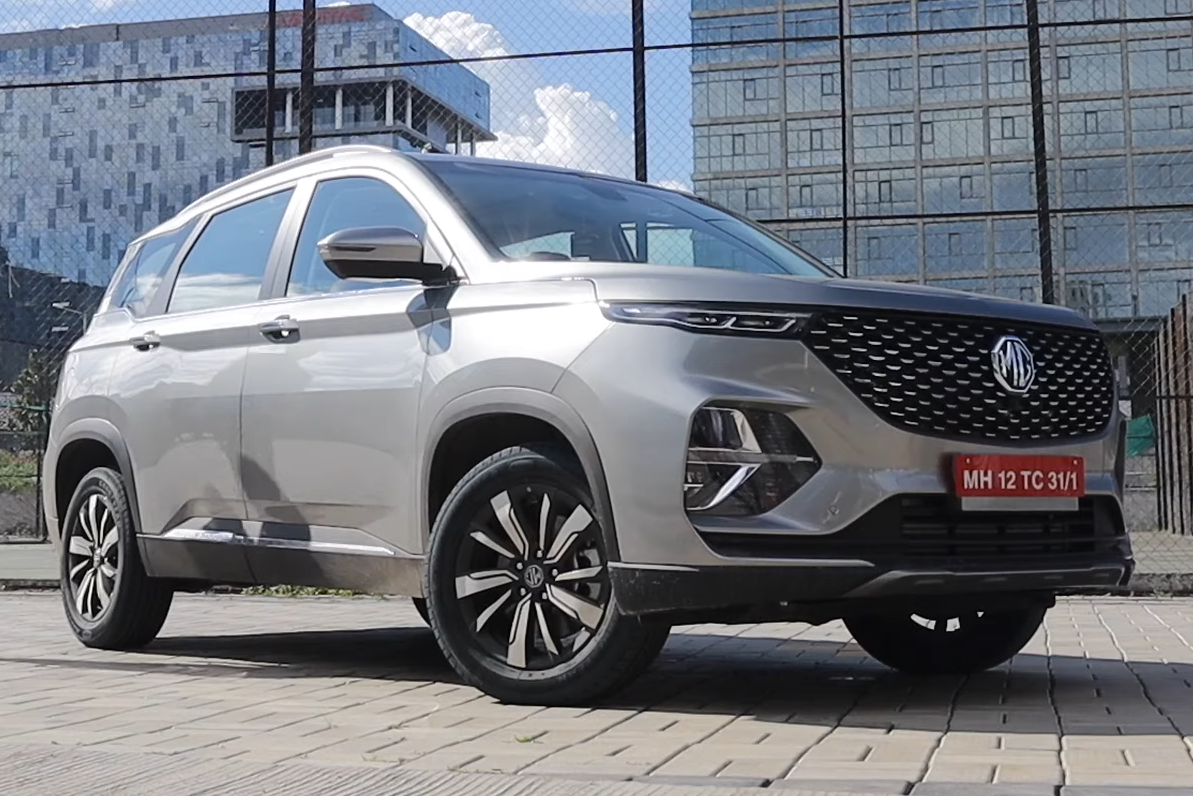
MG Hector Plus

W ramach globalnej ekspansji, w 2019 roku MG rozpoczęło działalność w Indiach. Oferta na tym rynku została silnie zregionalizowana - pierwszym pojazdem został SUV Hector, który w ramach kooperacji w ramach koncernu SAIC zapożyczony został z gamy chińskiej marki Baojun. W 2020 roku indyjska oferta MG poszerzona została przez kolejny regionalny model w postaci topowego SUV-a Gloster, który przejęty został z kolei z oferty innej marki koncernu SAIC - Maxusa. Pod koniec 2020 roku ofertę poszerzył zmodernizowany lokalny wariant Baojuna 530, który uzupełnił ofertę równolegle ze starszym Hectorem jako MG Hector Plus. W 2021 roku ofertę miał uzupełnić z kolei pierwszy klasyczny samochód osobowy w postaci liftbacka RC-6, jednak firma skupiła się ostatecznie na klasie SUV-ów.

### Obecnie produkowane

#### SUV-y
- Astor
- Hector
- Gloster

#### Samochody elektryczne
- Comet EV
- Windsor EV
- ZS EV

#### Historyczne
- RC-6 (2020)
- 360M (2020)
- G10 (2020)
- Hector Plus (2021–2023)

## MG na Bliskim Wschodzie

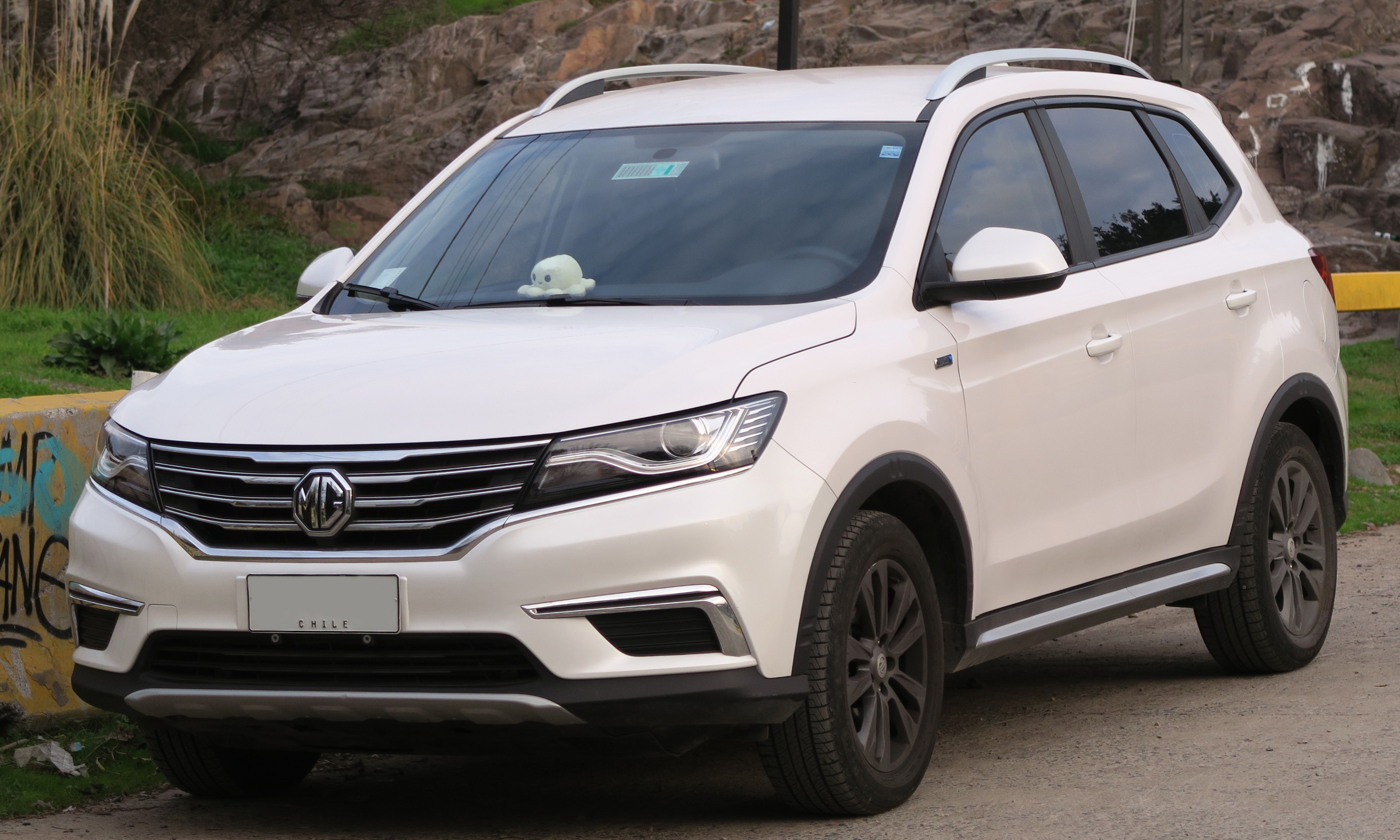
MG RX5

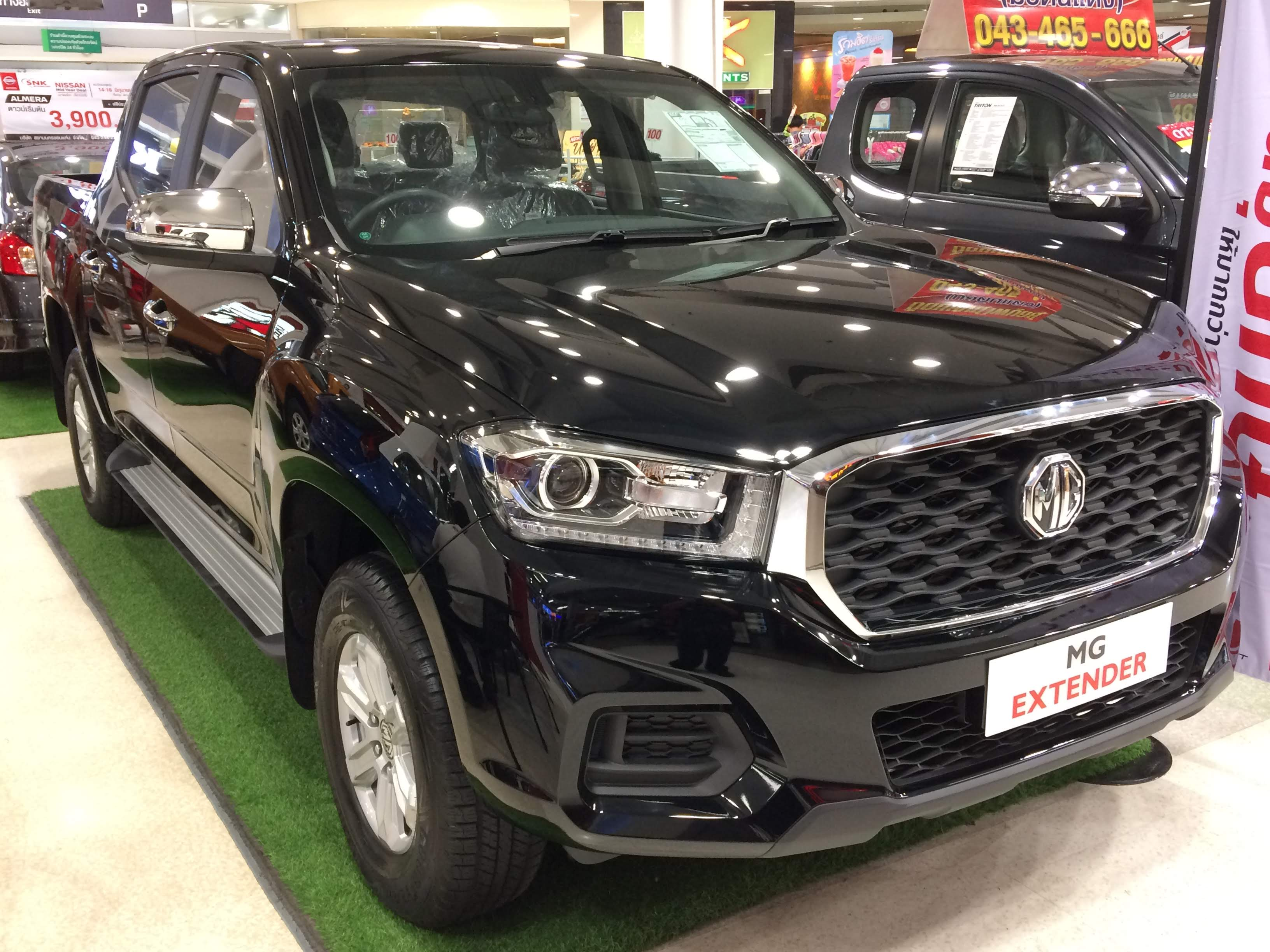
MG T60

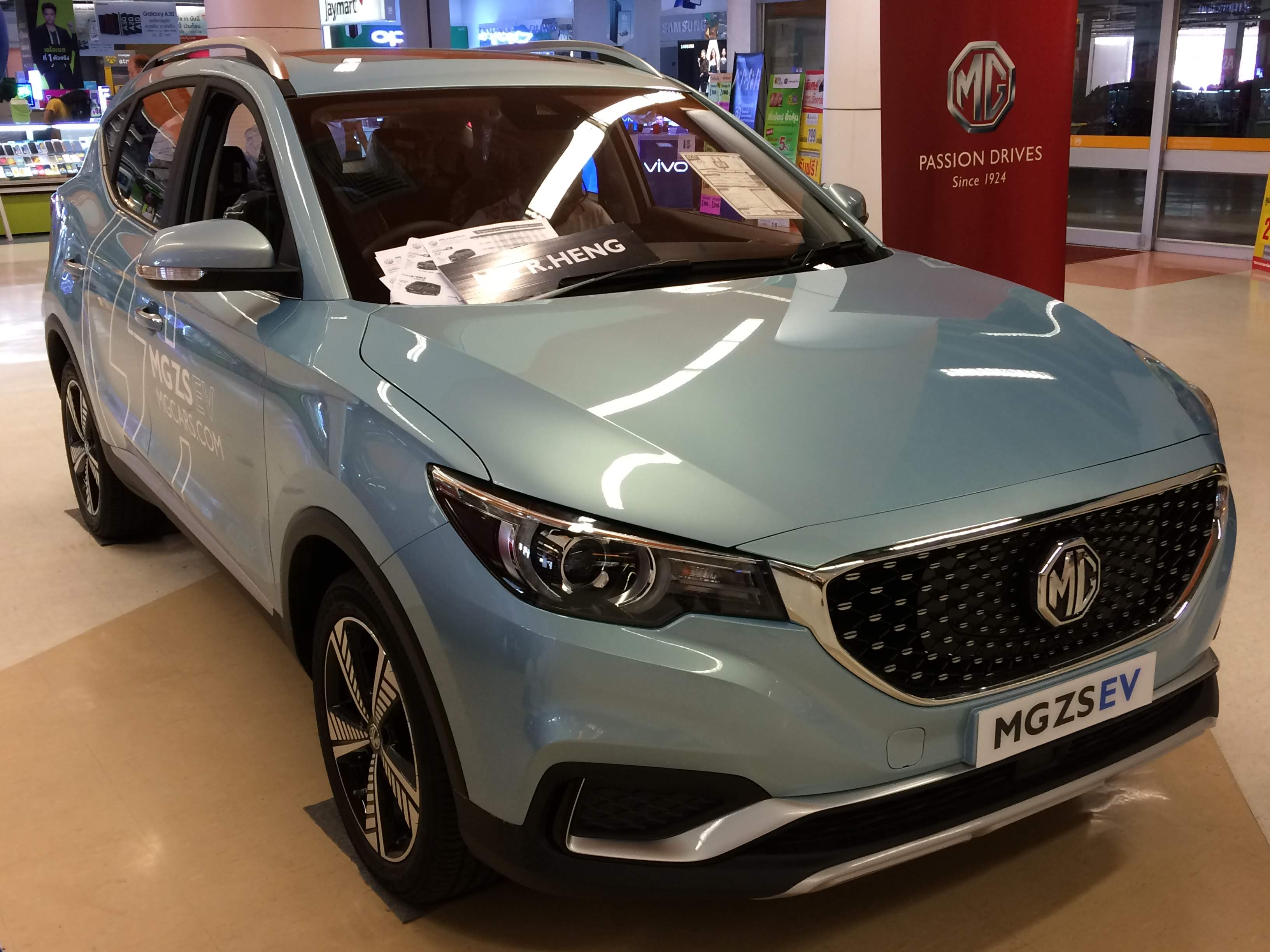
MG ZS EV

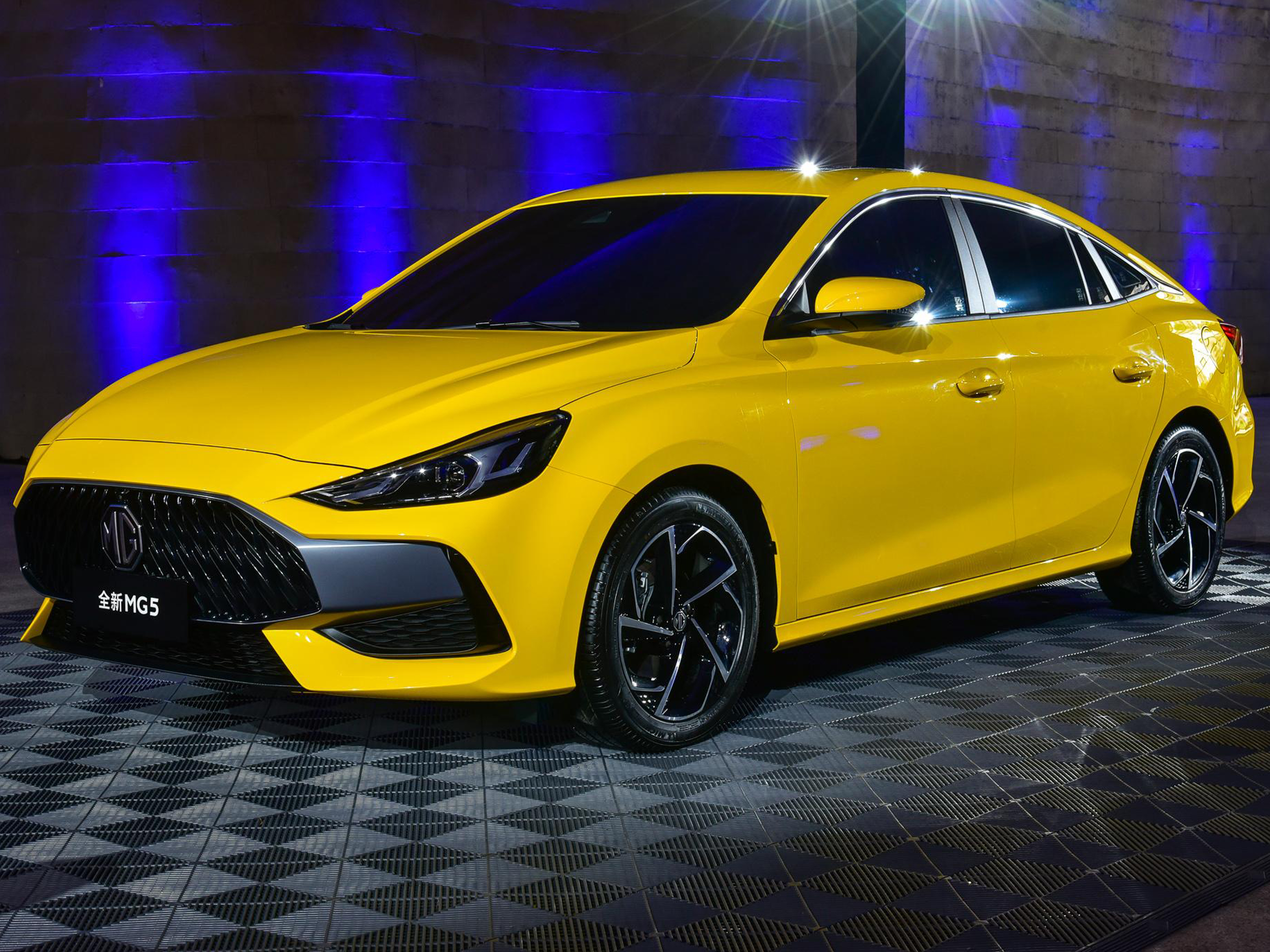
MG 5

W grudniu 2017 roku MG rozpoczął działalność w regionie państw Bliskiego Wschodu takich jak Arabia Saudyjska, Zjednoczone Emiraty Arabskie czy Katar. W lokalnej ofercie modelowej chiński producent postawił na modele zapożyczone zarówno z gamy na rynkach Chiń i państw globalnych, jak i pojazdy specjalnie na lokalne potrzeby zapożyczone z gamy Roewe. Oprócz oferowanego również w Chile czy na Filipinach SUV-a RX5, specjalnie dla regionu Bliskiego Wschodu wprowadzono także do sprzedaży sztandarowy model RX8 w 2019 roku. W tym samym roku ofertę uzupełnił zapożyczony z gamy Maxusa pickup T60. MG odniosło duży sukces rynkowy na Bliskim Wschodzie, notując systematyczny wzrost popularności w między 2017 a 2019 rokiem. W kolejnej dekadzie MG kontynuowało budowanie tutejszej gamy modelowej zarówno z produktów MG, jak i pokrewnego Roewe - przywracając nawet w 2024 roku wycofany w rodzimych Chinach model Whale na potrzeby Bliskiego Wschodu.

### Obecnie produkowane

#### Samochody osobowe
- 3
- 5
- GT
- 7

#### Crossovery i SUV-y
- ZST
- RX5
- HS
- One
- Whale
- RX8
- RX9

#### Samochody elektryczne
- ZS EV

#### Pickupy
- T60

### Historyczne
- 550 (2008–2016)
- 350 (2010–2017)
- 750 (2008–2016)
- 360 (2017–2020)
- ZS (2017–2020)
- 6 (2018–2024)

## Samochody koncepcyjne

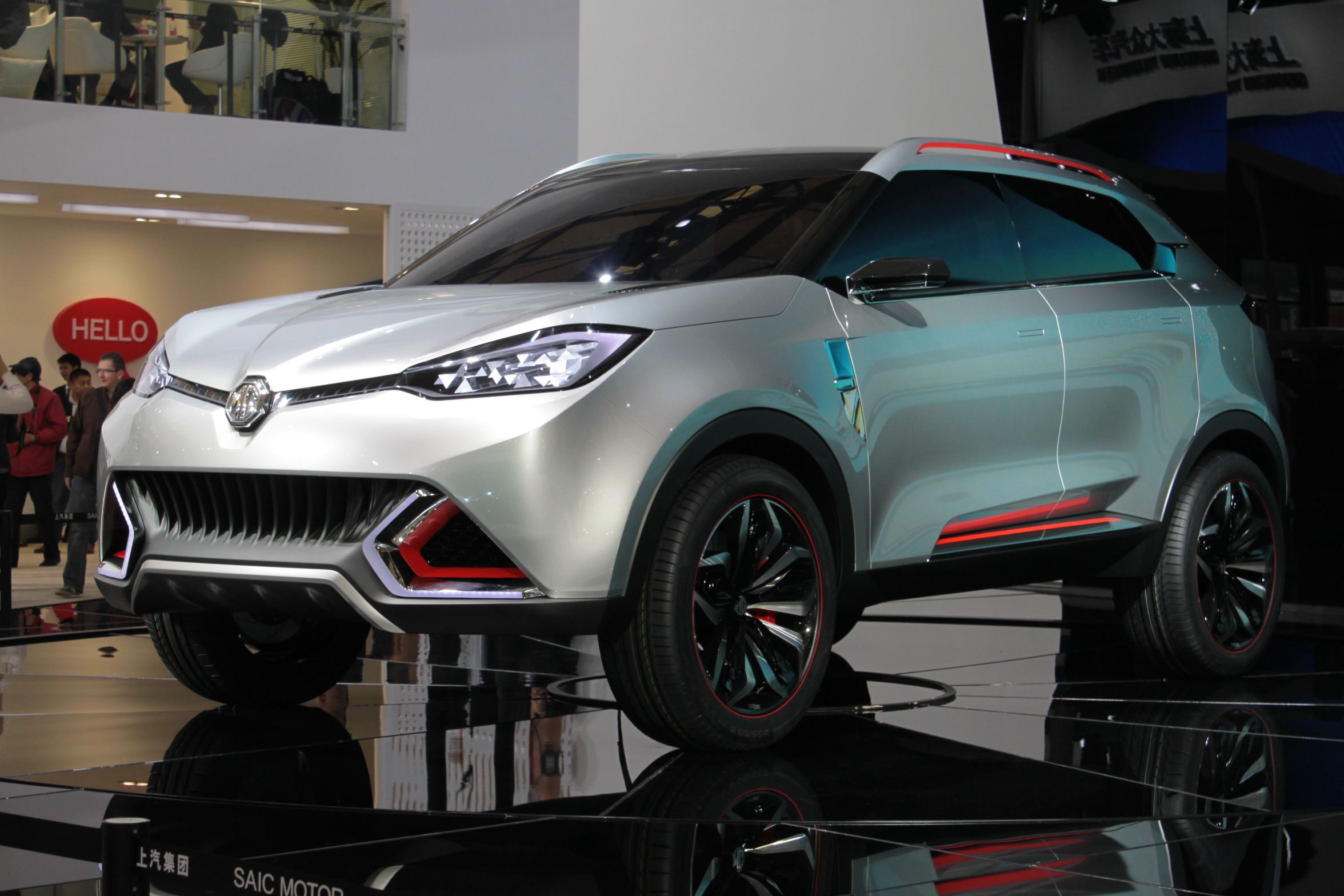
MG CS Concept (2013)

MG CS Concept (2024)

- MG Zero (2010)
- MG Concept 5 (2011)
- MG Icon (2012)
- MG CS (2013)
- MG EV (2014)
- MG E-Motion (2017)
- MG X-Motion (2018)
- MG Cyberster (2021)
- MG EXE181 (2024)
- MG Cyber GTS (2024)
- MG Cyber X (2025)